# Kognitiv träning
Kognitiv träning, även kallad hjärnträning, är den metodik som genom regelbundna övningar avser underhålla eller förbättra någons kognitiva förmåga. Termen "kognitiv förmåga" omfattar vanligen faktorer som exekutiva funktioner och arbetsminne. Kognitiv träning speglar en hypotes om att kognitiv förmåga kan underhållas eller ökas genom att träna hjärnan, ungefär som att fysisk förmåga kan förbättras genom fysisk träning. Kognitiv träning kan utföras på många sätt, till exempel genom kardiovaskulär träning, studier, onlinespel eller genom att utföra kognitiva utmaningar enligt ett fastställt program, så som dans, konst och musik. Begreppet kognitiv träning skall inte förväxlas med kognitiv beteendeterapi.

## Översikt
Kognitiv träning har varit föremål för forskning i över 100 år. Den första studien publicerades i Journal of Educational Psychology och var ett försök att låta studenter försöka minnas bokstavskombinationer genom kognitiv träning. Det konstaterades att övningarna till viss del förbättrade studenternas förmåga att memorera bokstäver, men inte några tecken på att detta även förbättrade deras förmåga att lösa andra typer av uppgifter. Den här typen av försöksuppgifter, det vill säga att minnas bokstavskombinationer, används fortfarande men anses numera utgöra en avgränsad del av vad minnet i sig klarar av, det vill säga hantering av kortvarig information.
Kognitiv träning omfattar olika övningar som syftar till att förbättra den samlade kognitiva förmågan, till exempel övningar inom problemlösning, resonemang, uppmärksamhet, exekutiva funktioner och arbetsminnets förmåga. Dessa övningar används eftersom de anses påverka individuella prestationer, till exempel studieresultat och yrkesmässig framgång, utifrån antagandet att man genom träning av allmänna funktioner kan åstadkomma en generell förbättring av en persons kognitiva förmåga..
Studier kring kognitiv träning utförs ofta på kliniska grupper, till exempel de som lider av neurodegenerativa sjukdomar som till exempel Alzheimers sjukdom och barn med ADHD som upplever generella kognitiva problem. Generellt sett tänker man sig att kognitiv träning särskilt kan vara till nytta för äldre vuxna, eftersom den flytande och kristalliserade intelligensen avtar med ökande ålder, eftersom förmågan att processa intryck minskar, likaså kapaciteten hos arbetsminnet, långtidsminnet och den logiska förmågan. Det finns forskare som hävdar att äldre vuxnas lägre prestationsförmåga inte alltid speglar den faktiska kognitiva förmågan, eftersom brister i denna förmåga lika gärna kan bero på vilken strategi som används, till exempel att inte utgå från tidigare erfarenheter.

## Bevis på neuroplasticitet
Kognitiv träning grundas på åsikten att hjärnan är plastisk, anpassningsbar. Begreppet hjärnplasticitet innefattar hjärnans förmåga att ändra sig och utvecklas i takt med ökad livserfarenhet. Bevis på denna neuroplasticitet finns bland annat i studier kring musikalisk förmåga, och studier på taxiförare i London som visat att expertkunskap leder till ökad volym i de berörda delarna av hjärnan. En studie från 2008 där vuxna fick träna jonglering visade en ökning av volymen grå hjärnsubstans som ett resultat av träningen. En annan studie, där man försökte träna de exekutiva funktionerna hos yngre och äldre vuxna visade att kognitiv träning ledde till förbättrade resultat i båda åldersgrupperna, men en förbättrad allmän förmåga att utföra nya uppdrag påvisades bara hos yngre vuxna. Hypotetiskt framstår det som om den överförda förmågan beror på en överlappning i nervaktiviteten under den inlärande respektive utförande fasen.. Kognitiv träning för äldre vuxna har visats leda till förändringar som till exempel ökat blodflöde i prefrontala cortex under träning av uppfattningsförmågan och ett minskat behov av att använda större del av hjärnan som kompensation för eventuella brister i förmågan.. Forskning antyder att en av de mest effektiva formerna av kognitiv träning kan ligga i fysisk träning. Det finns forskningsresultat som visar att minskad fysisk förmåga kan leda till hjärnatrofi och att fysisk träning av äldre vuxna leder till en ökad volym i prefrontala cortex och temporalloben, samt ett bättre minne.

## Kognitiv träning som kommersiell idé
Runt 2016 marknadsfördes produkter och tjänster inom kognitiv träning av företag som något som kunde leda till bättre studieresultat för barn, för vuxna som minnesförbättring, ökad förmåga att processa intryck och lösa problem, rentav som metoder för att förhindra demens eller Alzheimers sjukdom. Marknadsföringen stöds ofta av information kring företagsrepresentanternas utbildnings- och yrkesbakgrund, en del för fram neurovetenskapliga forskningsrön (särskilt frågor som neuroplasticitet och läroöverföring) som man menar stödjer deras tjänster och produkter, medan vissa hänvisar till resultat av kliniska studier. Gemensamt för alla företagen är att just deras specifika träning fungerar i alla sammanhang, från akademisk utbildning till yrkeslivet och rentav i vardagslivet.
År 1999 grundades företaget CogniFit, år 2001 kom Cogmed, år 2002 Posit Science Corporation och dataspelen Brain Age gavs ut första gången år 2005. Samtliga företag användes sig av det ökande intresset för neurovetenskap, tillsammans med en ökad oro hos föräldrar för att deras barn skulle ha drabbats av ADHD eller inlärningssvårigheter, men även en ökad oro för sig själva då man åldrades.
Utgivningen av Brain Age år 2005 kom att utgöra en milstolpe inom området, eftersom produkter och tjänster dittills vänt sig till en begränsad kundkrets (till exempel studenter med inlärningssvårigheter). Brain Age vände sig emellertid till alla och hade en hög marknadsföringsbudget. In 2005, consumers in the US spent $2 million on cognitive training products; in 2007 they spent about $80 million.
Runt år 2012 hade kognitiv träning blivit en miljardindustri. År 2013 hade marknadsvärdet ökat till 1,3 miljarder US-dollar, varav programvaruförsäljning utgjorde ca 55 %. Vid den här tiden hade en ökad oro märkts bland forskare och andra verksamma inom neurovetenskap, en oro för vad man såg som en allmän trend inom vad man kallade "neurofiering", "neurohype", "neuromani" och "neuromyter".

### Reglering och rättsfall
Med början i januari 2015 stämde den amerikanska myndigheten Federal Trade Commission (FTC) företag som sålde produkter eller tjänster inom "kognitiv träning" som något som skulle förbättra kognitiv förmåga. Bland företagen märktes bland andra WordSmart Corporation som säljer datapelserien Lumosity och Brain Research Labs (vilka sålde kosttillskott), vilka åtalades för vilseledande marknadsföring.  Senare samma år stämdes även företaget LearningRx.
FTC kom fram till att Lumositys marknadsföring olagligt utnyttjade  konsumenternas oro för åldersrelaterade problem med försämrad kognitiv förmåga genom att påstå att deras spel kunde förhindra minnesförlust, demes och även Alzheimers sjukdom, utan att man kunde visa på vetenskapliga rön som stöd för dessa påståenden. Företaget förbjöds att påstå att deras produkter kunde "[förbättra] prestationen i skolan, på arbetet eller inom idrotten" eller "[försena eller skydda mot] åldersrelaterad försämring av minnet eller av andra kognitiva förmågor, inklusive lindriga kognitiva symtom, demens eller Alzheimers sjukdom", eller "minska nedsättning av kognitiv förmåga till följd av hälsoproblem, inklusive Turners syndrom, PTSD, ADHD, traumatisk hjärnskada (TBI), stroke eller biverkningar av kemoterapi", utan att kunna förete "bevis från verifierad och pålitlig forskning". WordSmart Corporation accepterade en bot om 50 miljoner US-dollar (senare minskat till två miljoner).
I stämningen av LearningRx konstaterade FTC att företaget "på ett vilseledande sätt hävdat att företagets produkter var kliniskt bevisade att permanent förbättra allvarliga sjukdomstillstånd som ADHD, autism, demens, Alzheimers sjukdom, stroke och hjärnskakning". År 2016 gick LearningRx med på att inte använda sig av de kritiserade påståendena utan "bevis från verifierad och pålitlig forskning" vilket definierades som "randomiserade kontrollerade studier utförda av etablerade forskare." LerarningRx gick med på att betala en bot om 200 000 dollar av en ursprunglig summa av fyra miljoner dollar.

## Verkan
Det pågår en omfattande debatt i forskarkretsar huruvida kognitiv träning är effektiv. En studie som gjorde 2011, med över 11000 deltagare, konstaterade att deltagarna visserligen förbättrade sina resultatet för de övningar de fick träna på och utföra, men man kunde inte konstatera någon överföring av den förbättrade förmågan till andra typer av uppgifter.. Denna typ av resultat är vanligt förekommande i litteratur kring kognitiv träning i synnerhet, men även inom litteratur kring kognitiv psykologi i allmänhet. De studier där man försöker träna upp specifika kognitiva förmågor visar bara på uppgiftsrelaterade förbättringar, där deltagarna inte kan överföra sina inlärda strategier på nya uppgifter eller problemställningar. År 2016 konstaterades att en del av de analyserade programmen visserligen ökade deltagarnas förmåga att lösa de uppgifter som de tränat på, men bara vissa tecken tydde på att den förbättrade förmågan generellt kunde tillämpas på liknande uppgifter. Man fann nästan inga bevis för att kognitiv träning skulle vara av någon större nytta för allmänna och dagliga uppgifter. Dessutom uppvisade de flesta kliniska studier brister. År 2017 konstaterade National Academies of Sciences, Engineering, and Medicine emellertid att vissa tecken tydde på att kognitiv träning kunde förebygga försämrad kognitiv förmåga och demens, och i 2018 års utgåva av American Academy of Neurologys riktlinjer för behandling av lindriga kognitiva symtom inkluderades kognitiv träning.
För att möte en tilltagande oro över den aggressiva marknadsföringen av dataspel riktade till den äldre befolkningen gick en grupp forskare samman och publicerade 2008 ett öppet brev vari man varnade allmänheten för att det saknades forskningsbevis att äldre vuxna hade någon nytta av sådana spel.
År 2010 konstaterade Agency for Healthcare Research and Quality att det inte fanns tillräckliga bevis för att man skulle kunna rekommendera någon metod för att förhindra åldersrelaterade minnesproblem eller Alzheimers sjukdom.
År 2014 publicerade en annan grupp forskare en liknande varning. Later that year, another group of scientists made a counter statement, organized and maintained by the Chief Scientific Officer of Posit. De sammanställde en lista över publicerade studier av effektiviteten av kognitiv träning över populationer och discipliner.
År 2017 gav en grupp inom National Academies of Sciences, Engineering, and Medicine ut en rapport om bevisläget för olika metoder för att förhindra kognitiv försämring och demens.
Under 2017 genomförde en grupp australiensiska forskare en systematisk översyn av vilka studier som hade publicerats av kommersiellt tillgängliga träningsprogram, som ett försök att ge konsumenter och läkare trovärdig information om vilka program som faktiskt visat sig fungera ur en vetenskaplig synvinkel. Efter att ha granskat nära 8 000 studier av program som riktade sig till friska äldre vuxna, konstaterade man att de flesta programmen saknade referentgranskning som bevis på deras effektivitet. Av de sju hjärnträningsprogram som hade referentgranskning byggde bara två av dem på flera studier, inklusive minst en studie av hög kvalitet. Dessa program såldes av BrainHQ och CogniFit.
År 2019 visade en grupp forskare genom meta-analys på att uppgifterna om förbättrad kognitiv förmåga till följd av kognitiv träning och andra träningsprogram var överdrivna. Andra faktorer, till exempel genetik, verkade spela en större roll.
År 2022 publicerade SBU en kommentar till en systematisk översikt från 2019 om kognitiv träning vid mild till måttlig demens. Enligt SBU ger kognitiv träning troligen liten till måttligt allmän kognitiv förbättring och möjligen även förbättrad språkförmåga.